# Tlépolème fils d'Héraclès
Pour les articles homonymes, voir Tlépolème.
 (août 2015).
Si vous disposez d'ouvrages ou d'articles de référence ou si vous connaissez des sites web de qualité traitant du thème abordé ici, merci de compléter l'article en donnant les références utiles à sa vérifiabilité et en les liant à la section « Notes et références ».
Dans la mythologie grecque, Tlépolème ou Tlépolémos (en grec ancien Τληπόλεμος / Tlēpolemos) est le fils d'Héraclès et d'Astyoché, fille du roi d'Éphyre Phylas[réf. souhaitée].

## Mythe
Accusé dans sa jeunesse du meurtre de son oncle paternel Licymnios, fils d'Arès, il fuit la maison de son père avec ses disciples pour Rhodes, dont il devient le roi. Là, il fonde des villes et épouse Polyxo, native d'Argos. Tlépolème est l'un des prétendants d'Hélène, et combat pour les Achéens au cours de la guerre de Troie. Il est l'un des premiers prétendants à accepter de mettre le cap sur Troie à la suite de la demande de Ménélas et d'Agamemnon, fils d'Atrée. Il mène les forces de Rhodes, neuf navires au total.
Lorsque l'armée argienne comprend son erreur après avoir débarqué en Mysie, prenant ce pays pour la Troade, Tlépolème est l'un des émissaires envoyés pour régler la situation avec le roi Télèphe de Mysie, parce qu'ils sont tous deux fils d'Héraclès. Il rencontre Sarpédon le premier jour des combats et le nargue en affirmant qu'il manque de courage et ne peut pas être vraiment le fils de Zeus. Bien qu'il parvienne à le blesser, Tlépolème est tué.